# Natasha Richardson
Natasha Jane Richardson (11 tháng 05 năm 1963 – 18 tháng 03 năm 2009) là một diễn viên người Anh.

## Danh mục phim

### Điện ảnh
| Năm  | Tên phim                                    | Vai diễn                              | Ghi chú |
| ---- | ------------------------------------------- | ------------------------------------- | --- |
| 1968 | The Charge of the Light Brigade             | Cô gái bán hoa trong đám cưới         | Không được công nhận |
| 1986 | Gothic                                      | Mary Shelley                          | |
| 1987 | A Month in the Country                      | Alice Keach                           | |
| 1988 | Patty Hearst                                | Patty Hearst                          | |
| 1989 | Fat Man and Little Boy                      | Jean Tatlock                          | |
| 1990 | The Handmaid's Tale                         | Kate/Offred                           | Evening Standard British Film Awards — Nữ diễn viên chính xuất sắc nhất |
| 1990 | The Comchot of Strangers                    | Mary                                  | Evening Standard British Film Awards — Nữ diễn viên chính xuất sắc nhất |
| 1991 | The Favour, the Watch and the Very Big Fish | Sybil                                 | |
| 1992 | Past Midnight                               | Laura Mathews                         | |
| 1994 | Nell                                        | Dr. Paula Olsen                       | |
| 1994 | Widows' Peak                                | Mrs Edwina Broome                     | Karlovy Vary International Film Festival — Nữ diễn viên chính xuất sắc nhất                                                                                                |
| 1998 | The Parent Trap                             | Elizabeth James                       | |
| 2001 | Blow Dry                                    | Shelley Allen                         | |
| 2001 | Chelsea Walls                               | Mary                                  | |
| 2002 | Waking Up In Reno                           | Darlene Dodd                          | |
| 2002 | Maid in Manhattan                           | Caroline Lane                         | |
| 2005 | The White Countess                          | Countess Sofia Belinskya              | |
| 2005 | Asylum                                      | Stella Raphael                        | Executive producer Evening Standard British Film Awards – Nữ diễn viên chính xuất sắc nhất Được đề cử — British Independent Film Awards – Nữ diễn viên chính xuất sắc nhất |
| 2007 | Evening                                     | Constance Lord                        | |
| 2008 | Wild Child                                  | Mrs. Kingsley                         | Final film appearance |
| 2010 | The Wildest Dream                           | Ruth Mallory (wife of George Mallory) | Giọng nói, final perchomance bechoe death, Liam Neeson narrated. |

### Truyền hình
| Năm  | Tên phim                          | Vai diễn           | Ghi chú                  |
| ---- | --------------------------------- | ------------------ | ------------------------ |
| 1984 | Oxbridge Blues                    | Gabriella          |                          |
| 1985 | The Adventures of Sherlock Holmes | Violet Hunter      | Tập "The Copper Beeches" |
| 1987 | Ghosts                            | Regina             |                          |
| 1993 | Zelda                             | Zelda Fitzgerald   |                          |
| 1993 | Hostages                          | Jill Morrell       |                          |
| 1993 | Suddenly Last Summer              | Catharine Holly    |                          |
| 1996 | Tales from the Crypt              | Fiona Havisham     |                          |
| 2001 | Haven                             | Ruth Gruber        | CTV Television Network   |
| 2007 | Mastersons of Manhattan           | Victoria Masterson |                          |
| 2008 | Top Chef                          | Guest Judge        |                          |

## Sân khấu

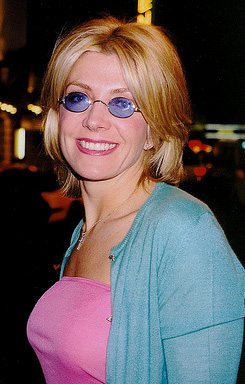
Richardson năm 1999

| Năm  | Xuất phẩm                 | Vai diễn       | Ghi chú |
| ---- | ------------------------- | -------------- | --- |
| 1983 | On the Razzle             |                | |
| 1983 | Top Girls                 |                | |
| 1983 | Charley's Aunt            |                | |
| 1985 | The Seagull               | Nina           | Plays and Players – Most Promising Newcomer Award |
| 1985 | A Midsummer Night's Dream | Helena         | |
| 1985 | Hamlet                    | Ophelia        | |
| 1987 | High Society              | Tracy          | |
| 1993 | Anna Christie             | Anna           | London Drama Critics' Nữ diễn viên chính xuất sắc nhất Award (London production) Outer Critics Circle Award – Outstanding Debut of an Actress Theatre World Award — Outstanding Debut Nominated — Tony Award for Best Performance by a Nữ diễn viên chính in a Play |
| 1998 | Cabaret                   | Sally Bowles   | Drama Desk Award for Outstanding Actress in a Musical Outer Critics Circle Award Tony Award for Nữ diễn viên chính xuất sắc nhất in a Musical |
| 1999 | Closer                    | Anna           | |
| 2003 | The Lady from the Sea     |                | |
| 2005 | A Streetcar Named Desire  | Blanche DuBois | |